# Xã Buck, Quận Edgar, Illinois
Xã Buck (tiếng Anh: Buck Township) là một xã thuộc quận Edgar, tiểu bang Illinois, Hoa Kỳ. Năm 2010, dân số của xã này là 307 người.